# Werklijn

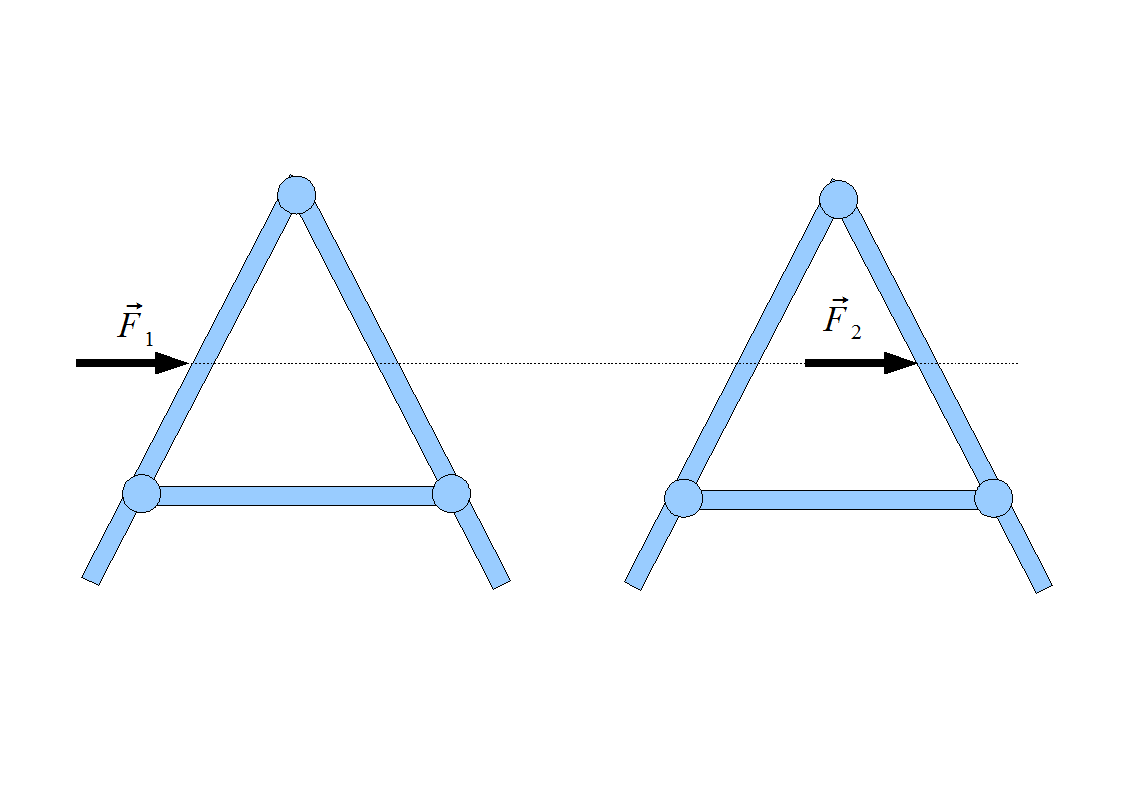
Naargelang het doel van de berekeningen zijn beide situaties gelijkwaardig of niet

Een kracht kan verschoven worden op een rechte. Die rechte wordt de werklijn van een kracht genoemd.

## Plaats op de werklijn
Er moet wel op gelet worden dat die kracht blijft aangrijpen op hetzelfde onvervormbaar lichaam. Ook moet die kracht aangrijpen op hetzelfde onderdeel van het lichaam, dit laatste is natuurlijk wel afhankelijk van wat men wil bestuderen. (Beschouwt men het als een afzonderlijk onderdeel van het lichaam of niet?)
Als men bijvoorbeeld wil berekenen of een kraan al dan niet kantelt onder invloed van een bepaalde kracht dan moet die kracht op de kraan werken, op welk onderdeel speelt geen rol. Men onderstelt dan wel dat de kraan sterk genoeg is, en als onvervormbaar kan beschouwd worden.
Als men echter de sterkte van een onderdeel wil berekenen, moet natuurlijk de kracht op het onderdeel aangrijpen waar hij werkelijk aangrijpt.
In het voorbeeld van de figuur kan men zowel met {\displaystyle {\vec {F_{1}}}} als met {\displaystyle {\vec {F_{2}}}} werken, indien men enkel het evenwicht van het volledige lichaam berekent. Indien men echter een verbinding moet berekenen, moet men de kracht laten aangrijpen waar hij effectief werkt.

## Verschuiven van de werklijn
In geen geval echter mag de werklijn evenwijdig met zichzelf verschoven worden. Soms is het nodig, maar dan moet men een koppel invoeren.